# Altendiez
Altendiez település Németországban, Rajna-vidék-Pfalz tartományban. Lakosainak száma 2147 fő (2023. december 31.).

## Népesség
A település népességének változása:
| Lakosok száma | 1964 | 2176 | 2195 | 2148 | 2177 | 2147 |
|               | 1975 | 2017 | 2019 | 2021 | 2022 | 2023 |